# Gnadenhof
Ein Gnadenhof, zuweilen auch als Lebenshof oder Tierasyl bezeichnet, ist eine Einrichtung, in der verschiedene Haustiere, Nutztiere oder Wildtiere von Menschen für einen zunächst unbegrenzten Zeitraum versorgt werden. Im Gegensatz zu einem Tierheim vermittelt ein Gnadenhof aufgenommene Tiere nicht weiter, sondern versteht sich als endgültige Auffangstation. Dort werden gerne solche Tiere aufgenommen, die eine erkennbare Beeinträchtigung oder eine bewegende Lebensgeschichte aufweisen, beispielsweise Blindheit oder Misshandlung. Da die Tiere keine besondere Lebensleistung erbracht haben müssen, erhalten sie im engeren Sinn kein Gnadenbrot.
Gnadenhöfe werden in der Regel von Fundraising und Besuchern finanziert. Solche Höfe dienen keinem kommerziellen Zweck. Ihrem Selbstverständnis liegen Tierschutz- oder Tierrechtspositionen zugrunde.
Erste Einrichtungen, in denen Tiere bis zu ihrem Lebensende versorgt wurden, sind für den Beginn des 20. Jahrhunderts bekannt. Der Schriftsteller und Kleinbauer Christian Wagner (1835–1918) gewährte allen seinen Tieren auf seinem Hof das Gnadenbrot und kaufte zusätzlich weitere Tiere frei, um sie vor dem Schlachten zu retten.